# ستيفانو زانيني
ستيفانو زانيني (بالإيطالية: Stefano Zanini)‏ مواليد 23 يناير 1969 في فاريزي، هو دراج إيطالي.

## سباقات أو مراحل فاز بها
- طواف فرنسا
- طواف سويسرا
- طواف إيطاليا

## روابط خارجية
- ستيفانو زانيني على موقع الاتحاد الدولي للدراجات (الإنجليزية)
- ستيفانو زانيني على موقع أرشيف الدراجات (الإنجليزية)
- ستيفانو زانيني على موقع إحصائيات الدراجات الإحترافية (الإنجليزية)
- ستيفانو زانيني على موقع CycleBase (الإنجليزية)